# 佩拉提亚
佩拉提亚（希臘語：Περάτεια，羅馬化：Perateia，意爲“海外之地”）是特拉比松帝国的海外領土，囊括了克里米亚城市赫爾松、刻赤以及城市腹地。此地控制權可能在1204年十字軍攻陷君士坦丁堡幾個星期前自拜占庭帝国轉移到了科穆宁家族建立的特拉布松帝國手中。

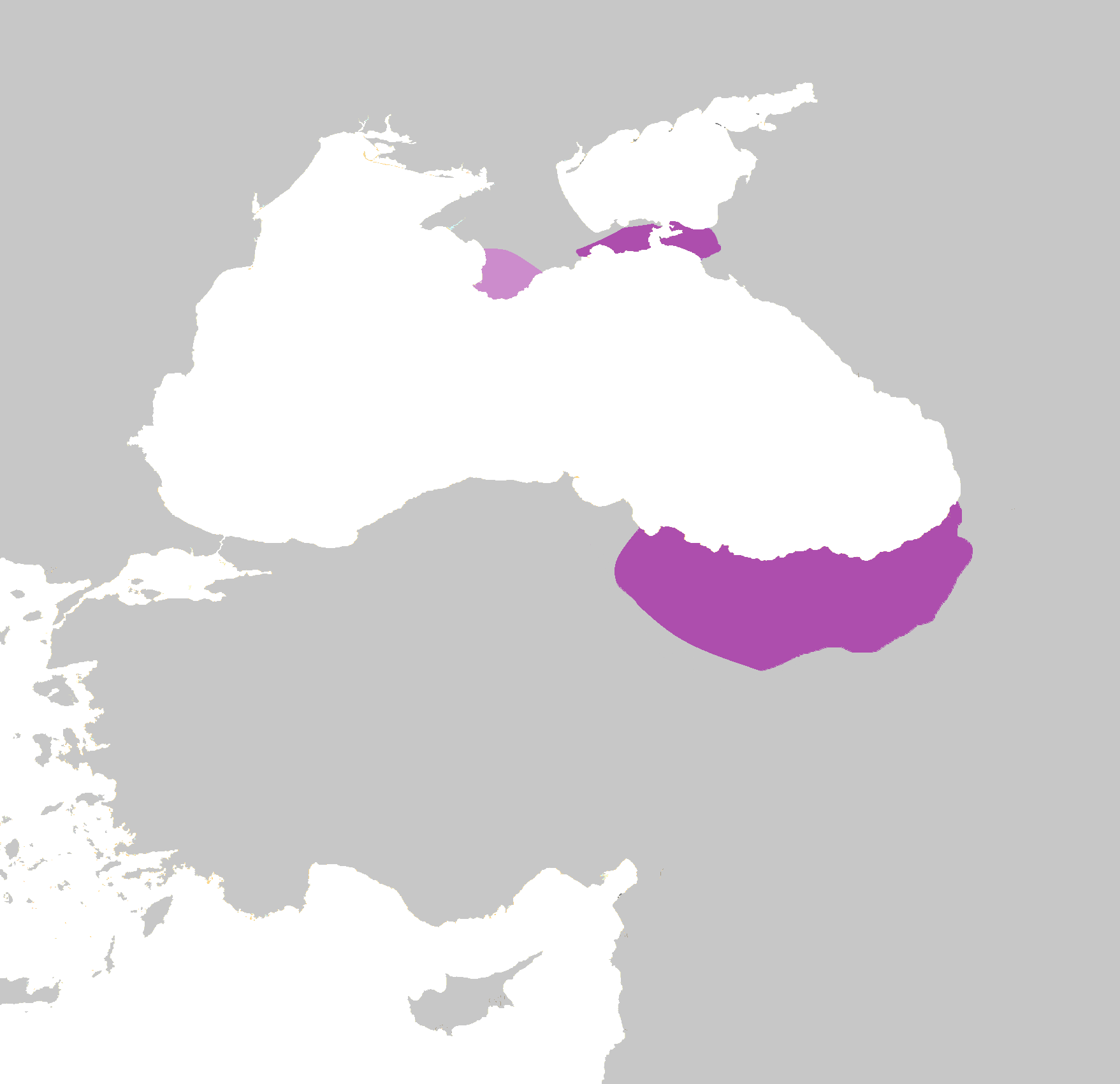
佩拉提亞位於上部

幾乎從一開始，特拉布松對佩拉提亞的控制就非常弱，1222年阿历克塞一世去世之時，此地面臨著熱内亞人與鞑靼人的壓力。次年塞爾柱突厥人進犯了佩拉提亞沿海，並建造了苏达克要塞，試圖將克里米亞的貿易引至塞爾柱控制之下的锡诺普。此後，該地區由隨後建立西奧多羅公國的加布拉斯（Gabras）家族管理。

## 外部連結
- Brief history of Theodoro Principality (Mangup) ENG